# Ghissignies British Cemetery
Ghissignies British Cemetery is een Britse militaire begraafplaats met gesneuvelden uit de Eerste Wereldoorlog, gelegen in het Franse dorp Ghissignies (Noorderdepartement). De begraafplaats werd ontworpen door William Cowlishaw en ligt naast de gemeentelijke begraafplaats langs de Rue de la Victoire, 510 m noordoostelijk van het dorpscentrum. Ze heeft een langwerpige rechthoekige vorm met een oppervlakte van 617 m² en wordt omgeven door en bakstenen muur. Het terrein ligt hoger dan het straatniveau waardoor men de toegang bereikt via een trap met 15 opwaartse treden, onderbroken door een terras. Het Cross of Sacrifice staat aan het einde van deze toegangstrap. De graven staan opgesteld aan de beide langste zijden van de begraafplaats. De begraafplaats wordt onderhouden door de Commonwealth War Graves Commission.
Er liggen 120 doden begraven waaronder 2 niet geïdentificeerde.

## Geschiedenis
Ghissignies werd door de 37th Division op 24 oktober 1918 ingenomen waarna de begraafplaats werd gestart. De graven in rij A zijn de slachtoffers die bij deze inname sneuvelden. In rij B liggen doden die na de wapenstilstand verzameld werden uit het omliggende slagveld en een tweetal opgeruimde begraafplaatsen. Deze waren Locquignol Communal Cemetery Extension in Locquignol (25 doden) en Louvignies British Cemetery in Louvignies-Quesnoy (26 doden). In 1928 werden vanuit het kerkhof van Ghissignies nog 2 soldaten van het 37th Bataljon Machine Gun Corps naar hier overgebracht. 
Er liggen 120 Britten begraven waaronder 2 niet geïdentificeerde. Voor 1 Brit werd een Special Memorial opgericht omdat hij oorspronkelijk in Loquignol German Cemetery begraven lag maar bij de opruiming ervan niet meer teruggevonden werd.

## Graven
- de kapiteins P.F. Davy en Robert Colvill-Jones, allebei van de Rifle Brigade werden onderscheiden met het Military Cross (MC).
- sergeant S.J. Wilson (Royal Field Artillery) werd onderscheiden met de Distinguished Conduct Medal en de Military Medal (DCM, MM).
- sergeant E. Bowler, de korporaals L.A. Knowles en Randal Byrne Crowe, de schutters William Curtis en D. Williams ontvingen de Military Medal (MM). Sergeant Reginald John Stacey ontving deze onderscheiding tweemaal (MM and Bar).

- Louis Harris, soldaat bij het 10th Bn. West Yorkshire Regiment (Prince of Wales's Own) werd wegens desertie gefusilleerd op 7 november 1918. Hij was 23 jaar.[2]